# Rege (keresztnév)
A Rege újabb keletű névadás a rege szóból.

## Gyakorisága
Az 1990-es években szórványos név, a 2000-es években nem szerepel a 100 leggyakoribb női név között.

## Névnapok
- szeptember 7.[2]
- április 29.